# Kalafatiónes
Kalafatiónes (grec moderne : Καλαφατιώνες) est une localité située dans le dème de Corfou-Centre et des îles Diapontiques, dans le district régional de Corfou, dans la périphérie des Îles Ioniennes, en Grèce.
Selon le recensement de 2021, elle compte 452 habitants.